# SS Keenora
Le SS Keenora était un bateau à vapeur du lac Winnipeg. Le navire a commencé ses opérations sur le lac des Bois en Ontario, d'où il a été transporté à Winnipeg, au Manitoba, et reconstruit. Le navire a été retiré du service en 1966 et est devenu un navire musée, pièce maîtresse de la collection  du Marine Museum of Manitoba  à Selkirk, exposé en statique avec d'autres navires.

## Historique

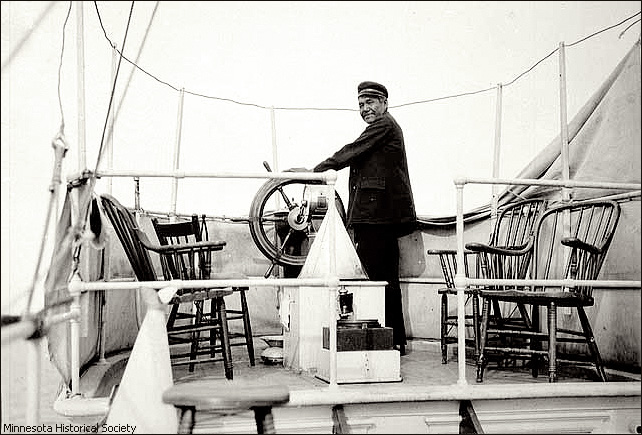
Pilote du Keenora sur le lac des Bois

Le bateau à vapeur Keenora a été construit en 1897 pour le trafic passagers et de marchandises le long du lac des Bois en Ontario, où il a navigué avec succès pendant plus d'une dizaine d'années, au service des communautés isolées sur le lac aussi éloigné comme Rainy River. Lorsque le Ontario and Rainy River Railway (en) a été construit en 1901, les volumes de trafic ont commencé à diminuer, à la suite de la prise de contrôle de ce chemin de fer par le Canadian Northern Railway en 1915, le navire a été vendu à un consortium d'avocats de Winnipeg. Keenora a été démonté et transporté par tronçons à Winnipeg sur des wagons-platefornes de chemin de fer en 1917.
Une fois remonté à Winnipeg, il a reçu une extension supplémentaire de 9,1 m de sa coque, augmentant sa longueur totale à 48 m. Pendant une saison, le navire a servi de salle de danse flottante au centre-ville de Winnipeg, mais a ensuite été affecté au trafic de marchandises et de passagers sur le lac Winnipeg et la rivière Rouge. Au total, 65 cabines passagers ont été construites et une nouvelle machinerie a été installée. La machinerie garantissait une vitesse de 15 nœuds (28 km/h).
Le parcours régulier partait de Winnipeg, avec un point de retournement situé à l'extrémité nord du lac Winnipeg, à Warren Landing. De Warren Landing, les passagers et le fret étaient transférés sur un plus petit bateau à vapeur, qui parcourait les 30 derniers kilomètres jusqu'à Norway House. Keenora était trop grand pour entrer dans le fleuve Nelson peu profond .

### Préservation
La carrière de Keenora s'est terminée dans les années 1960 lorsqu'il ne pouvait plus se conformer à la nouvelle réglementation maritime. Au début, le navire était destiné à être mis au rebut, mais il a été récupéré pour devenir la pierre angulaire des collections du Marine Museum of Manitoba .

## Galerie

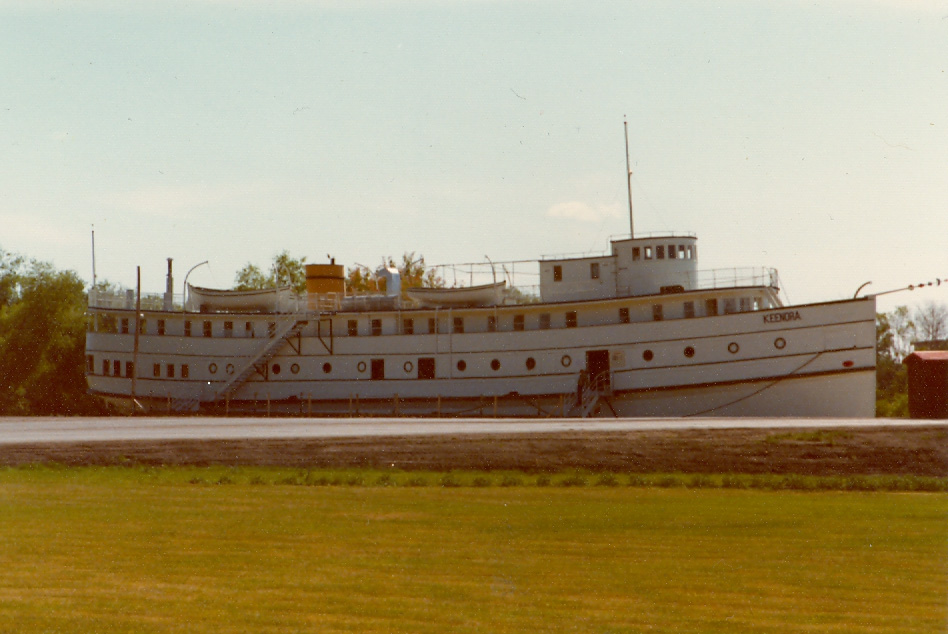
keenora en 1973
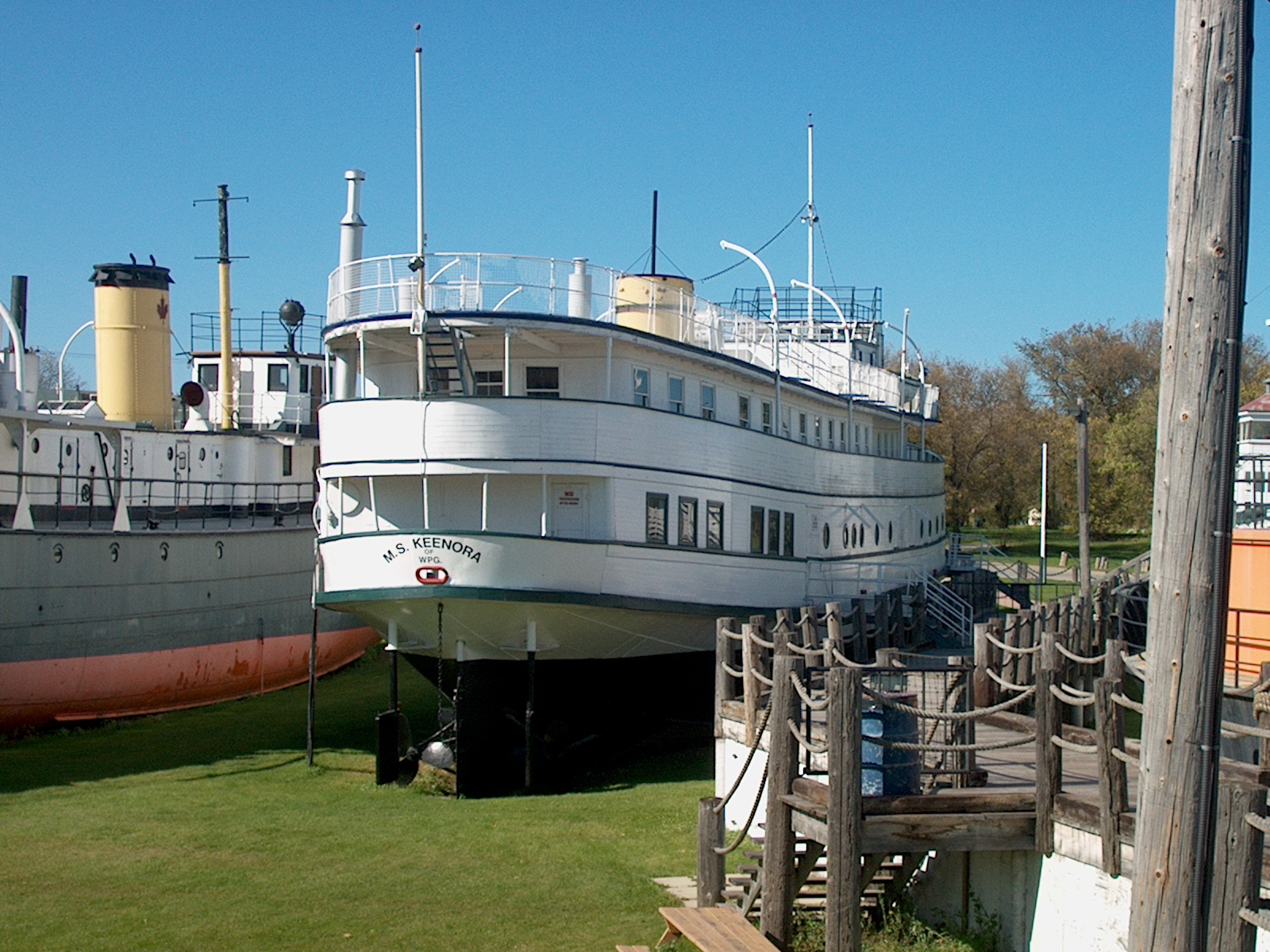
MS Keenora